# وكالة الفضاء النيوزيلندية
وكالة الفضاء النيوزيلندية (NZSA) (بالإنجليزية: New Zealand Space Agency)‏ هي وكالة الفضاء الحكومية النيوزيلندية، تأسست سنة 2016.
الوكالة مكلفة ب«سياسة الفضاء والتنظيم وتطوير الأعمال» المتعلقة بالأنشطة الفضائية في نيوزيلندا.

## تاريخ
تأسست وكالة الفضاء النيوزيلندية في أبريل 2016 تحت إشراف وزارة الأعمال والابتكار والتوظيف. تهدف الوكالة إلى تشجيع تطوير صناعة الفضاء في نيوزيلندا وجني فوائدها الاقتصادية. كما أنشأت الحكومة وكالة الفضاء لتنظيم صناعة الفضاء التجارية المتنامية في البلاد.